# Diedowsk
Diedowsk (ros. Дедовск) – miasto w Rosji, w obwodzie moskiewskim. W 2020 liczyło 30 500 mieszkańców.
Jest położone 38 km na zachód od Moskwy.
W Diedowsku urodził się hokeista Siergiej Wyszedkiewicz.